# Mazeppa (poema sinfonico)
Mazeppa, S. 100, è un poema sinfonico composto da Franz Liszt nel 1851. È il sesto nel ciclo di tredici poemi sinfonici scritti durante la sua permanenza a Weimar. Racconta la storia di Ivan Mazeppa, che sedusse una nobile polacca e fu legato nudo ad un cavallo selvaggio che lo portò in Ucraina. Là, egli fu rilasciato dai Cosacchi, che in seguito lo fecero Hetman.
Inoltre Liszt, per la composizione di Mazeppa, ha tratto ispirazione anche dalla poesia Mazeppa di Victor Hugo contenuta nella raccolta Les Orientales del 1829, e da Lord Byron per il suo poema del 1819 Mazeppa.
L'opera ha debuttato al Teatro di Corte a Weimar il 16 aprile 1854.

## Struttura
Il compositore segue il racconto di Hugo, che descrive il viaggio dell'eroe attraverso le vaste steppe nel primo movimento. La sezione d'archi suona il tema principale, che viene trasformato e distorto con sei colpi di timpani che evocano la caduta del cavaliere. Dopo un silenzio, archi, fagotto e corno solisti esprimono lo stupore del caduto, risollevato dalle trombe con l’Allegro Marziale. Mazeppa e i suoi cosacchi sono posti a capo dell'esercito (si ode una marcia) ed il ritorno del tema dell'eroe significa la sua conclusione gloriosa.